# For the Birds
For the Birds és un curtmetratge d’animació per ordinador estatunidenc del 2000 produït per Pixar i escrit i dirigit per Ralph Eggleston. Va guanyar l'Oscar al millor curtmetratge d'animació l'any 2001. Va debutar el 5 de juny de 2000 al Festival de Cinema d'Animació d'Annecy a França, i es va exhibir als cinemes el 2001 juntament amb el llargmetratge de Disney/ Pixar Monsters, Inc.
També està disponible a les versions de vídeo domèstic de la pel·lícula. El 2012, el curt es va tornar a renderitzar en 3D, i es va tornar a estrenar als cinemes juntament amb la reestrena en 3D de Monsters, Inc. El curt també es va publicar en 3D a Monsters, Inc. Blu-ray 3D, el 19 de febrer de 2013.

## Argument
Un petit ocell blau en forma d'ou aterra a una línia elèctrica i es posa còmode, només perquè un segon ocell aterre a prop. Els dos ocells comencen a barallar-se i, a poc a poc, s'uneixen 13 altres de la mateixa espècie, tots barallant-se per l'espai.
Un ocell gran i incòmode, semblant a un bec d'esclop, els toca i els saluda des d'un pal elèctric proper, interrompent la baralla. Els 15 ocells grossos comencen a imitar el seu plomatge i toquen la botzina, burlonament, fins que l'ocell gran, alt i prim els crida de nou, fent que els ocells s'acostin més avall per la línia i en silenci.
Sense desanimar-se, l'ocell més gran vola i es posa entre el ramat d'ocells més petits, però el seu pes fa que la línia elèctrica s'enfonsi gairebé fins al terra. Els ocells són més petits, llisquen cap avall i s'aixequen junts contra els costats de l'ocell gran. Comencen a piular indignats per l'espai reduït, però el gran ocell no entén que estan enfadats i s'hi uneix amb més crits.
Al cap d'uns segons, un ocellet picoteja enfadat el costat de l'ocell gran, fent-lo aixecar alarmat i caure cap enrere, penjat cap per avall pels seus peus. Estimulats pels altres, els dos ocells del mig comencen a picotejar els dits dels peus de l'ocell gros, que s'alliberen un a un de la línia, tot i que a l'ocell gros no sembla que li molesti. Un ocellet finalment s'adona de com de prop del terra està i avisa els altres. S'aturen massa tard, i l'últim dit del peu de l'ocell gros s'allibera, trencant accidentalment la línia com un fona i llançant els ocells en un núvol de plomes.
L'ocell més gran aterra il·lès a terra i juga amb les plomes flotants fins que un dels ocells més petits, ara nus, s'estavellen al seu costat. Veu l'ocellet nu i es riu d'ell, oferint una fulla per a la cobertura. Segons després, els altres 14 ocellets aterren a prop, també nus. El gran ocell riu encara més fort dels ocells, que ràpidament s'amaguen darrere seu avergonyits.

## Reconeixements
For the Birds va guanyar el següents premis:
- 2001: Premis Oscar de 2001—Millor curtmetratge d'animació[1][5]
- 2001: Festival d'Efectes i Animació de Vancouver —ACurtmetratge d'animació en 3D per ordinador
- 2001: Festival d'Animació Anima Mundi—Millor pel·lícula x2
- 2001: Festival Internacional de Cinema Infantil de Chicago - Curtmetratge o vídeo - Animació - Segon lloc
- 2000: Premi Annie—Assoliment destacat en un curt d'animació
- 2000: XXXIII Festival Internacional de Cinema Fantàstic de Catalunya—Premi de l’Audiència al millor curtmetratge d’animació.[6]

## Ous de Pasqua
Es va posar una referència a For the Birds a la pel·lícula de Disney-Pixar del 2006 Cars. Quan Llamp McQueen es troba a la part posterior de Mack, condueixen per l'autopista i passen per un tram de línia elèctrica amb els ocells descansant a la part superior, que s'acompanya dels grinyols que feien els ocells per comunicar-se entre ells. Una aparició similar es va produir a Del revés' ', mentre la Riley i la seva família condueixen a San Francisco al començament de la pel·lícula.
Els ocells es poden trobar al món central principal del joc Kinect Rush: A Disney-Pixar Adventure.

## Alliberaments
For the Birds és un dels dos curtmetratges del llançament en DVD i VHS de Monsters, Inc. (Títol 3/29: Capítol 1/2). )
Idiomes en Dolby Digital 5.1: Anglès, Alemany
Idioma en Dolby Surround 2.0: Àudio descriptiu anglès
Idioma a DTS 5.1: Anglès
Subtítols: Anglès, Alemany, Francès, Italià, Castellà, Anglès per deficients auditius
La pel·lícula també es va estrenar com a part de Pixar Short Films Collection, Volume 1 l'any 2007. For the Birds s'aparellarà als cinemes davant Luca el 22 de març de 2024.